# Lijst van leden van de Kantonsraad van Zwitserland uit het kanton Basel-Stadt

Vlag van Basel-Stadt.

Dit artikel bevat een lijst van leden van de Kantonsraad van Zwitserland uit het kanton Basel-Stadt.
Basel-Stadt is een van de kantons die slechts één vertegenwoordiger hebben in de Kantonsraad.

## Lijst
| Naam                           | Partij/fractie      | Ambtsperiode        | Geboren | Overleden |
| ------------------------------ | ------------------- | ------------------- | ------- | --------- |
| Johann Jakob Stehlin           | gematigde liberalen | 1848-1853           | 1803    | 1879      |
| Johann Rudolf Merian           | gematigde liberalen | 1853-1855           | 1797    | 1871      |
| August Stähelin                | gematigde liberalen | 1855-1860 1861-1866 | 1812    | 1886      |
| Georg Felber                   | gematigde liberalen | 1860-1861           | 1804    | 1861      |
| Alphons Koechlin               | gematigde liberalen | 1866-1875           | 1821    | 1893      |
| Karl Rudolf Stehlin            | gematigde liberalen | 1875-1881           | 1831    | 1881      |
| Wilhelm Klein                  | FDP/PLR             | 1881                | 1825    | 1887      |
| Christian Friedrich Göttisheim | FDP/PLR             | 1881-1896           | 1837    | 1896      |
| Paul Scherrer                  | FDP/PLR             | 1896-1919           | 1862    | 1935      |
| Victor Emil Scherer            | FDP/PLR             | 1919-1925           | 1881    | 1941      |
| Eugen Wullschleger             | SP/PS               | 1925-1928           | 1862    | 1931      |
| Ernst Alfred Thalmann          | FDP/PLR             | 1928-1935           | 1881    | 1938      |
| Gustav Wenk                    | SP/PS               | 1935-1956           | 1884    | 1956      |
| Hans-Peter Tschudi             | SP/PS               | 1956-1959           | 1913    | 2002      |
| Eugen Dietschi                 | FDP/PLR             | 1960-1967           | 1896    | 1986      |
| Willi Wenk                     | SP/PS               | 1967-1979           | 1914    | 1994      |
| Carl Miville                   | SP/PS               | 1979-1991           | 1921    | 2021      |
| Gian-Reto Plattner             | SP/PS               | 1991-2003           | 1939    | 2009      |
| Anita Fetz                     | SP/PS               | 2003-2019           | 1957    |           |
| Eva Herzog                     | SP/PS               | 2019-               | 1961    |           |

Afkortingen
- FDP/PLR: Vrijzinnig-Democratische Partij.De Liberalen, voordien Vrijzinnig-Democratische Partij
- SP/PS: Sociaaldemocratische Partij van Zwitserland

Bondsraad
Lijst van leden van de Zwitserse Bondsraad · 
Lijst van bondspresidenten van Zwitserland
Nationale Raad
Aargau · 
Appenzell Ausserrhoden · 
Appenzell Innerrhoden · 
Basel-Landschaft · 
Basel-Stadt · 
Bern · 
Fribourg · 
Genève · 
Glarus · 
Graubünden · 
Jura

Luzern · 
Neuchâtel · 
Nidwalden · 
Obwalden · 
Sankt Gallen · 
Schaffhausen · 
Schwyz · 
Solothurn · 
Thurgau · 
Ticino · 
Uri · 
Vaud · 
Wallis · 
Zug · 
Zürich
1983-1987 · 
1987-1991 · 
1991-1995 · 
1995-1999 · 
1999-2003 · 
2003-2007 · 
2007-2011 · 
2011-2015 · 
2015-2019 · 
2019-2023 · 
2023-2027
Voorzitters
Kantonsraad
Aargau · 
Appenzell Ausserrhoden · 
Appenzell Innerrhoden · 
Basel-Landschaft · 
Basel-Stadt · 
Bern · 
Fribourg · 
Genève · 
Glarus · 
Graubünden · 
Jura

Luzern · 
Neuchâtel · 
Nidwalden · 
Obwalden · 
Sankt Gallen · 
Schaffhausen · 
Schwyz · 
Solothurn · 
Thurgau · 
Ticino · 
Uri · 
Vaud · 
Wallis · 
Zug · 
Zürich
1983-1987 · 
1987-1991 · 
1991-1995 · 
1995-1999 · 
1999-2003 · 
2003-2007 · 
2007-2011 · 
2011-2015 · 
2015-2019 · 
2019-2023 · 
2023-2027
Voorzitters